# Hunter Schafer
Hunter James Schafer (Trenton, 31 de dezembro de 1998) é uma modelo, atriz e ativista dos direitos LGBT estadunidense. Em 2019, ela fez sua estreia como atriz interpretando Jules na série "Euphoria", da HBO.

## Carreira
Schafer foi modelo para Dior, Miu Miu, Calvin Klein, Rick Owens, Tommy Hilfiger, Coach, Maison Margiela, Vera Wang, Marc Jacobs, Versus Versace, Emilio Pucci, Ann Demeulemeester e Erdem, entre outros estilistas e marcas.
A Teen Vogue incluiu Schafer em sua lista de "21 Under 21" e concedeu-lhe uma entrevista com a ex-senadora e secretária de Estado dos Estados Unidos, Hillary Clinton.
Em 2019, Schafer foi escalada para o elenco da série "Euphoria", da HBO, marcando sua estreia como atriz. Ela recebeu elogios por sua atuação na série e o Primetime Emmy Awards foi criticado por omiti-la das indicações junto com outros atores e atrizes transgêneros. Além de seu papel principal na série, ela também colaborou com o criador da série Sam Levinson para que seu personagem e a história da série também refletissem sua experiência.
Em junho de 2020, em homenagem ao 50.º aniversário da primeira parada do orgulho LGBTQ, a revista Queerty a nomeou entre os cinquenta heróis "levando a nação em direção à igualdade, aceitação e dignidade para todas as pessoas". Em 2021, a Time a nomeou para sua lista Next de "100 líderes emergentes que estão moldando o futuro", com uma homenagem escrita pelo coestrela Zendaya.
Em abril de 2024, a atriz declarou para a revista GQ que não quer mais interpretar personagens trans. Ela explicou o porquê dessa decisão: "Não quero ser [reduzida a] isso. E acho que isso é humilhante para mim e para o que quero fazer. Se eu deixar isso acontecer, sempre vão escrever 'atriz transexual' em cada texto publicado na imprensa. Eu superei estágios realmente difíceis na minha transição. Agora, só quero ser uma garota e finalmente seguir em frente".

## Biografia e vida pessoal
Schafer nasceu de Katy e Mac Schafer. Seu pai é pastor e sua família mudou-se para Nova Jérsei, Arizona e, finalmente, Raleigh, Carolina do Norte. Ela tem três irmãos mais novos: duas irmãs e um irmão.
Enquanto estava no ensino médio, ela protestou contra a Lei de Privacidade e Segurança de Instalações Públicas da Carolina do Norte (Public Facilities Privacy & Security Act, HB2).
Em uma entrevista, ela disse que a internet a ajudou a lidar com sua identidade de gênero, recorrendo ao YouTube e às mídias sociais para aprender sobre os cronogramas de transição das pessoas. Ela se formou no programa High School Visual Arts na North Carolina School of the Arts em 2017, tendo se transferido para lá da Needham B. Broughton High School.
Schafer é uma mulher trans, afirmando: "Eu gosto que as pessoas saibam que não sou uma garota cis porque isso não é algo que eu sou ou sinto que sou. Tenho orgulho de ser uma pessoa trans". Em relação à sua sexualidade, Schafer disse que ela está "mais próxima do que as pessoas chamam de lésbica."
Em dezembro de 2021, ela disse no Twitter clarificando, que a sua sexualidade é "bi ou pan ou algo assim".
Em fevereiro de 2025, Schafer disse em uma rede social que teve o gênero alterado no passaporte, após uma medida do presidente dos Estados Unidos, Donald Trump, que reconhece apenas os gêneros masculino e feminino.

## Filmografia
| Ano           | Título                                               | Papel                     | Notas                                                               | Ref.   |
| ------------- | ---------------------------------------------------- | ------------------------- | ------------------------------------------------------------------- | ------ |
| 2019–presente | Euphoria                                             | Jules Vaughn              | Elenco principal; Coescritora de "Fuck Anyone Who's Not a Sea Blob" |        |
| 2022          | Belle                                                | Ruka "Ruka-chan" Watanabe | Dublagem em inglês                                                  | [ 28 ] |
| 2023          | The Hunger Games: The Ballad of Songbirds and Snakes | Tigris Snow               | Elenco principal                                                    |        |
| 2024          | Cuckoo                                               | Gretchen                  | Elenco principal                                                    | [ 29 ] |